# رزم‌ناو سنگین

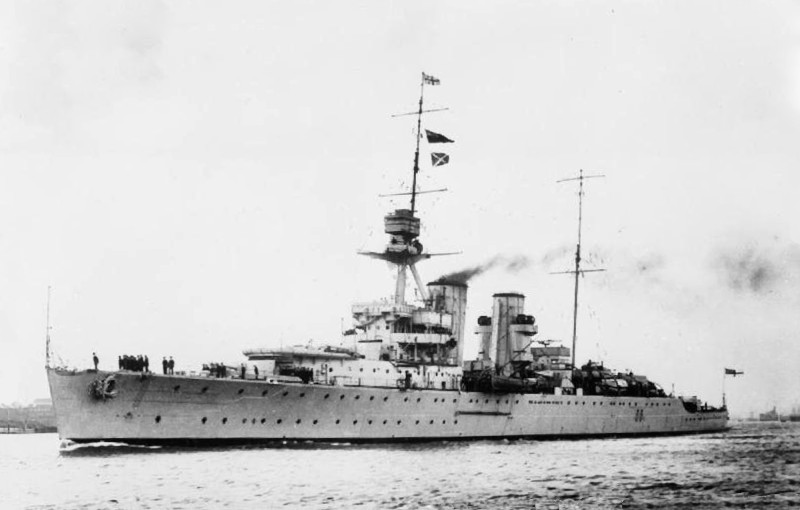
اچ‌ام‌اس فروبیشر (دی۸۱)، یک ناو کلاس هاوکینز، که تحت محدودیت‌های معاهدۀ نیروی دریایی واشینگتن جز رزم‌ناوهای سنگین بود.

رزم‌ناو سنگین (به انگلیسی: Heavy cruiser)، نوعی از رزم‌ناو، یک کشتی جنگی نیروی دریایی بود که برای مسافت‌های طولانی و سرعت بالا طراحی و به‌طور معمول مجهز به سلاح‌های سنگین کالیبر ۲۰۳ نیروی دریایی (کالیبر ۸ اینچی) و وزنی حدود ۱۰٬۰۰۰ تن بود. گرچه رزم‌ناو سنگین برای مأموریت‌های جنگی و دفاعی سریع دریایی طراحی شده بود، اما ویژگی‌های آن مطابق با معاهدۀ نیروی دریایی واشینگتن ۱۹۲۲ و معاهدۀ نیروی دریایی لندن ۱۹۳۰ بود.
رزم‌ناو سنگین، یک کشتی سطحی بود که دورهٔ زمانی آن از ۱۹۱۵ تا ۱۹۴۵ بود؛ با این حال، این اصطلاح از ۱۹۳۰ به رسمیت شناخته شد. رزم‌ناو سنگین، گونهٔ ارتقا یافتهٔ از طراحی‌های ناو سبک در دهه‌های ۱۹۰۰ و ۱۹۱۰ (به استثنای رزم‌ناوهای زرهی پیش از ۱۹۰۵) است. زمانی که رزم‌ناوهای زرهی به رزم‌ناو ارتقا یافتند، نیاز به گونه‌ای متوسط و فی‌مابین رزم‌ناو و ناو سبک احساس شد؛ گونه‌ای بزرگ‌تر و قوی‌تر از ناوهای سبک، اما نه به بزرگی و گران‌قیمتی رزم‌ناو، بطوریکه از توانایی حفاظت از کشتی‌های تجاری و نیز مقابله با تهدیدهای جنگی برخوردار باشد.

## نگارخانه
